# Арт-Ройе
Арт-Ройе (фр. Art-Roë, литературный псевдоним Патриса Магона, фр. Patrice Mahon; 26 июня 1865, Лонс-ле-Сонье — 22 августа 1914, Сен-Мари-о-Мин) — французский писатель, подполковник французской армии. Псевдоним, скорее всего, был использован, чтобы писателя не путали с его старшим современником президентом Франции (1873-1879), маршалом Патрисом Мак-Магоном. Парижский знакомый А. П. Чехова. Погиб на фронте Первой мировой войны. Почитается во Франции героем, его именем названа улица в родном городке Лон-ле-Сонье (Rue Colonel Mahon).

## Избранная библиография[7]
- Pingot et moi, journal d'un officier d'artillerie. / Art Roë — Paris: Berger-Levrault, 1893. In-18, 342 p.
- Racheté. / Art Roë — Paris: C. Lévy, 1895. In-18, 285 p.
- Le Général Dragomirow. Par Art Roë // Revue des Deux Mondes, n°132, 1.11.1895.
- Sous l'étendard / Art Roë. — Paris: C. Lévy, 1895. In-18, 285 p.
- Impressions de Russie // Revue des Deux Mondes, n°138, 1896
- Un pèlerinage au bord de la Bérésina. [Signé: Patrice Mahon.] — Paris: impr. de Berger-Levrault, 1897. In-8°, 17 p., plans.
- Papa Félix (Trois grenadiers de l'an VIII.). Dessins de Cortazzo, gravures de Romagnoli. / Art Roë. — Paris: E. Dentu, (s. d.). In-16, LII-200 p.
- Mon regiment russe / Art Roë. — Paris: C. Lévy, 1899. In-16, 357 p.
- Le problème militaire anglais / Art Roë. — Paris: H. Charle-Lavauzelle, 1900, 1 vol. (73 p.); 23 cm.
- L'armée russe après la campagne de 1904-1905 / par Patrice Mahon, 1906.
- Monsieur Pierre, roman / Art Roë — Paris: Plon-Nourrit et Cie, cop. 1916. In-16, 403 p.
- Berthe Vauclin, roman / Art Roë; préface du maréchal Lyautey, de l'Académie française. — 5e mille. Paris (20 avenue Rapp), les Éditions de France, 1924.
- Anthologie des écrivains morts à la guerre 1914-1918 / publiée par l'Association des écrivains combattants, 1924 .

## Арт-Ройе русских переводах[8]
- Генерал Драгомиров (Le General Dragomirow) / Art Roë [псевд.]. — Киев: типо-лит. т-ва И. Н. Кушнерев и К°, 1895. — 68 с.; 16 см.
- В 1812 году (Racheté). Повесть Арт-Ройе // журнал "Исторический Вестник", тт. 68-69, 1897.
- Мой русский полк (Mon régiment russe) / Art-Roë [псевд.]; С фр. М. Р. и В. М. — Москва: тип. Вильде, 1900. — 212 с.; 21 см.

## Арт-Ройе иА. П. Чехов
Арт-Ройе был поклонником таланта А. П. Чехова. Они познакомились в Париже в апреле 1898 г. Арт-Ройе пригласил Чехова на завтрак 26 мая 1898 г. (см. запись в дневнике Чехова от 26 мая 1898 г. — т. 17 Собр.сочинений в 30-ти тт.). Тогда же он подарил Чехову свою  книгу: «Papa Felix (Trois grenadiers du l’an 8)», Paris, с надписью:
à Antoine Tchekhof admirateur de son talent P. Mahon*
«Антону Чехову восхищенный его талантом П. Магон»)
А. П. Чехов дорожил подарком (упоминается в письмах, в частности Суворину А. С., 12 июня 1898 г. и брату Александру от 9 июня 1898 г.). Ныне экземпляр хранится в Литературном музее А. П. Чехова в г. Таганроге.